# Bucova
Bucova – wieś w Rumunii, w okręgu Caraș-Severin, w gminie Băuțar. W 2011 roku liczyła 972 mieszkańców. 